# کیرشروته
کیرشروته (به آلمانی: Kirschroth) یک شهر در آلمان است که در باد کرویتسناخ واقع شده‌است. کیرشروته ۲۹۶ نفر جمعیت دارد.